# مذاکره

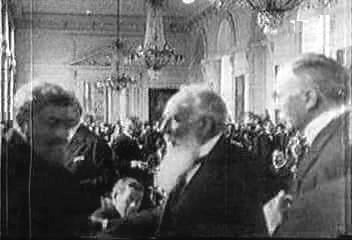
امضای پیمان تریانون در سال ۱۹۲۰ میلادی. آلبرت آپونی در وسط تصویر دیده می‌شود.

مذاکره (به انگلیسی: Negotiation) گفتگویی میان دو یا چند فرد یا گروه است که با هدف دستیابی به یک درک مشترک، رفع نقاط اختلاف، یا رسیدن به منفعتی در نتیجهٔ آن گفتگو، ایجاد توافق در خصوص دوره‌های اقدام، چانه زنی برای منفعت گروهی یا جمعی، یا حصول نتیجه‌ای رضایتبخش برای منفعت تمامی افراد یا گروه‌های درگیر در فرایند مذاکره، انجام می‌شود.
اساس مذاکره بر فرایند امتیاز دهی و امتیاز گیری است و داشتن انعطاف لازم در بازی امتیاز اصل انکار ناپذیر مذاکره است.
مذاکره فرایندی است که در آن هر طرف درگیر در مذاکرات می‌کوشد تا منفعتی برای خودش در پایان مذاکرات بدست آورد. مذاکره یک هنر است. مذاکره با هدف دستیابی به مصالحه انجام می‌شود. مذاکره در تجارت، سازمان‌های غیرانتفاعی، ادارات دولتی، رویه‌های قضائی و میان ملت‌ها و در شرایطی از زندگی فردی مانند ازدواج، طلاق، بچه دار شدن یا زندگی روزمره اتفاق می‌افتد. مطالعه این موضوع «نظریه مذاکره» نامیده می‌شود. مذاکره کنندگان حرفه‌ای اغلب در این زمینه تخصص دارند مانند مذاکره کنندگان اتحادیه‌ای، مذاکره کنندگان تملک‌های اهرمی، مذاکره کنندگان صلح، مذاکره کنندگان مخاصمات، یا هر کس دیگری که تحت عناوینی مانند دیپلماسی، قانونگذار یا کارگزار کار می‌کند.

## استراتژی‌های مذاکره
مذاکره می‌تواند دامنهٔ وسیعی از اشکال، از یک مذاکره‌کننده آموزش دیده از سوی یک سازمان خاص یا یک منصب در تشکیلات رسمی تا یک مذاکره غیررسمی میان دوستان را شامل شود. مذاکره می‌تواند در مقابل میانجیگری برای حل و فصل اختلافات قرار بگیرد یعنی حالتی که در آن یک طرف سوم بی‌طرف به هر دو طرف بحث گوش می‌دهد و مساعدت می‌کند تا توافقی میان طرفین ایجاد شود. این مفهوم هم چنین می‌تواند با «داوری» مقایسه شود که مشابه یک رویهٔ قضائی است. در داوری، هر دو طرف در خصوص صحت ادعاهایشان دست به استدلال و استنتاج می‌زنند. این مذاکره هم چنین گاهی مذاکره چانه زنی سخت یا چانه زنی بر سر مواضع نامیده می‌شود. نظریه پردازان مذاکره غالباً میان دو گونه مذاکره تمایز قائل شده‌اند. نظریه پردازان مختلف از عناوین مختلفی برای این دو گونهٔ عام مذاکره استفاده کرده و به راه‌های مختلف میان آن‌ها تمایز گذارده‌اند.

### دامنه شمول مذاکره
هر چیزی قابل مذاکره است، قیمت، زمان، شرایط و …. قیمت نوشته شده روی یک کالا (تایپ شده، دستنویس، چاپ شده و هولوگرام)، قطعی نیست.
مهم‌ترین نکته برای مذاکره، خواستن است. هر آنچه را که می‌خواهید، باید آن را مطرح کنید. نباید از شنیدن پاسخ منفی یا طرد شدن بترسید. مذاکره شبیه به بازی شطرنج است، هر حرکتی را انجام می‌دهید تا به نتیجه برسید، ممکن بعضی حرکت‌ها بی‌نتیجه باشند.

### هدف مذاکره
هدف مذاکره رسیدن به توافق برد-برد است، توافقی که هر دو طرف از آن راضی و خشنود باشند. هر نوع توافقی غیر از این، منافع بلند مدت طرفین را در برنخواهد داشت.
هدف اصلی مذاکره، رسیدن به یک توافق مشترک و قابل قبول برای طرفین مذاکره‌کننده است. در مذاکرات، طرفین با هم در مورد موضوعات مختلفی مثل تجارت، سیاست، قراردادها و غیره، بحث و تبادل نظر می‌کنند تا به یک توافق نهایی برسند که نیازها، مصالح و اهداف هر دو طرف را تأمین کند. هدف مذاکره شامل دستیابی به حل و فصل صلح‌آمیز اختلافات، ایجاد روابط مثبت و سازنده بین طرفین، ایجاد یک فرآیند انعطاف‌پذیر برای حل مسائل، و تسهیل تبادل اطلاعات و دیدگاه‌ها بین طرفین است. همچنین، مذاکره می‌تواند به ایجاد ارتباطات مؤثرتر بین افراد و سازمان‌ها کمک کند و باعث تقویت اعتماد متقابل و همکاری بیشتر شود. به طور خلاصه، هدف اصلی مذاکره ایجاد یک فضایی است که امکان برقراری توافقات میان طرفین را فراهم کند و به دستیابی به روابط مثبت و پایدار کمک کند.

### ابزار اصلی مذاکره
قدرت، ابزار اصلی در مذاکره است. هر یک از طرفین برای مذاکره از ابزارهای قدرت خود استفاده می‌کنند؛ مثلاً، ابزار قدرت فروشنده کالا این است که «کالای ارزانتر و بهتر از بقیه به شما می‌فروشد». ابزار قدرت خریدار «پول نقد است که با آن می‌تواند از محل دیگری خرید کند.»
به‌طور دقیق تر، درک شخص مقابل از قدرت شما، تعیین‌کننده است.
مثال واقعی آن، در جنگ جهانی دوم اتفاق افتاد، در رویارویی ارتش ژاپن با انگلیس در سنگاپور، فرمانده ارتش ۲۰۰۰ نفری ژاپن، در مذاکرات قبل از جنگ، وانمود کرد که ۱۰۰ هزار نیرو در اختیار دارد و فرمانده ارتش ۵۰ هزار نفری انگلیس نیز این موضوع را باور کرد و تسلیم ارتش ژاپن شد. در واقع سربازان ارتش ژاپن ۲ هزار نفر بودند. درک اشتباه فرمانده انگلیسی از تعداد سربازان ژاپنی، او را مجبور به تسلیم کرد.

#### اشکال مختلف قدرت در مذاکره
- شناسایی نیاز طرف مقابل و مطرح کردن توانایی شما در برآورده کردن آن،
- مطرح کردن تفاوت کالا یا خدمات شما با دیگران،
- نشان دادن اختیار یا عدم اختیار شما در تصمیم‌گیری، (بسته به نوع مذاکره، هر کدام از آن‌ها کارایی دارند؛ مثلاً فروشنده کالا می‌تواند بگوید: "من فروشنده هستم و اجازه تخفیف دادن را ندارم.")
- تمایل و آمادگی شما برای ترک مذاکره، (مثلاً وقتی خریداران لوازم منزل به خانه شما می‌آیند و قیمتی بسیار پایین را پیشنهاد می‌دهند، شما سریعاً بگویید: " بیشتر که فکر می‌کنم، قصد فروش آن‌ها را ندارم." با این حرکت آن‌ها پیشنهاد قیمت بالاتری را به شما می‌دهند)
- اصرار شما در به پایان رساندن مذاکره نیز می‌تواند ابزار قدرت باشد. (مثال: فرمانده ارتش ژاپن که می‌خواست مذاکره را با حمله و خون‌ریزی پیش ببرد، این موضوع ابزار قدرت او بود)
- دانستن چیزی یا دانشی خاص، ابزار قدرت است. مخصوصاً اگر منطبق با نیاز طرف مذاکره‌کننده باشد؛ مثلاً دانش تعمیرکاران خودروهای لوکس و گران، ابزار قدرت آن‌ها در مذاکره برای اجرت تعمیر است.
- توانایی و اختیار یکی از طرفین به تشویق یا تنبیه، از هر نوع، ابزار قدرت او است.
- تعداد نفرات هر یک از طرفین مذاکره‌کننده، یکی از ابزارهای قدرت است.
- مذاکره در محل کار یکی از طرفین.
- نیاز طرف مقابل به تأیید، می‌تواند ابزار قدرتی برای طرف دیگر باشد.

### مذاکره توزیعی
مذاکره توزیعی نیز گاهی مذاکره چانه زنی سخت یا چانه زنی بر سر مواضع نامیده می‌شود. این نوع مذاکره نزدیک به مذاکره بر سر شیوهٔ چانه زنی در بازار است. در مذاکره توزیعی، هر طرف اغلب یک موضع شدید را اتخاذ می‌کند و می‌داند که طرف دیگر آن را نخواهد پذیرفت و سپس ترکیبی از حیله و نیرنگ و سیاست خطرپذیری (یا بازی با آتش برای کسب امتیاز) را در پیش می‌گیرند تا پیش از آنکه به نتیجه و توافقی برسند، کمترین امتیاز ممکن را به حریف واگذار کنند. درک مذاکره کنندگان توزیعی از مذاکره توزیع میزان مشخص و ثابتی از ارزش است. [۱]
واژهٔ توزیعی به این مسئله اشاره دارد که میزان مشخصی از چیزها میان افراد درگیر توزیع و تقسیم شده‌است. گاهی به این گونه از مذاکره توزیع «توزیع پای»(Fixed Pie) هم گفته می‌شود. تنها میزانی از این چیز در اطراف وجود دارد اما نسبتی که توزیع می‌شود متغیر است. مذاکره توزیعی هم چنین گاهی برد- باخت نیز نامیده می‌شود چرا که این درک وجود دارد که نتیجهٔ برد یک نفر در شکست نفر دیگر است. یک مذاکره توزیعی شامل افرادی است که هرگز پیشینهٔ تعاملی قبلی با یکدیگر نداشته‌اند و همچنین احتمال اندکی نیز وجود دارد که آن‌ها در آینده نیز چنین تعاملی داشته باشند. مثال سادهٔ روزمره این امر خریدن یک ماشین یا یک خانه است.

### مذاکرهٔ یکپارچه یا منسجم
مذاکره یکپارچه یا منسجم گاهی مذاکره اصولی شده یا مبتنی بر منفعت نیز نامیده می‌شود. این نوع مذاکره مجموعه‌ای از تکنیک هاست که در تلاش است تا کیفیت و احتمال توافق مورد مذاکره را از طریق ارائه جایگزینی برای تکنیک‌های مذاکره توزیعی سنتی، بالا ببرد. در حالی که مذاکره توزیعی می‌پندارد که یک میزان ثابتی از ارزش‌ها وجود دارد که میان طرفین تقسیم شود، مذاکره منسجم غالباً می‌کوشد تا ارزشی را در دوره مذاکره ایجاد کند. (وسعت دادن پای) این نوع مذاکره به جای تأکید بر مواضع آغازین مستبدانه و دلبخواه گروه‌ها بر منافع حیاتی و مهم آن‌ها تمرکز می‌کند، و به مذاکره به مثابه یک مسئله مشترک می‌نگرد تا یک مبارزه شخصی، و هم چنین بر وفاداری به هدف و اصرار بر آن تأکید دارد و معیارها به عنوان مبنایی برای توافق قرار می‌دهد.[۱]
واژه یکپارچه یا منسجم نیز به همکاری اشاره دارد. مذاکره منسجم غالباً مستلزم درجه بالاتری از اعتماد و ایجاد یک رابطه است. این مفهوم هم چنین دربردارنده راهکارهای حل مسئله خلاقانه است که با هدف دستیابی به یک منفعت دوطرفه ایجاد شده‌است. این نوع مذاکره هم چنین مذاکره برد-برد نیز نامیده می‌شود.
شماری از رهیافت‌های متفاوت برای مذاکره منسجم در طیف‌های مختلفی از کتب و برنامه‌ها مورد آموزش قرار گرفته‌اند

## تاکتیک‌های مذاکره
راه‌های متعددی برای دسته‌بندی کردن عناصر اساسی مذاکره وجود دارد.
یک دیدگاه در خصوص مذاکره دربردارنده سه عنصر اصلی است: فرایند، رفتار و مفاد. فرایند به این مسئله اشاره دارد که مذاکره کنندگان چطور در خصوص متن مذاکره، طرفین مذاکره، تاکتیک‌های مورد استفاده توسط گروه‌ها و توالی و مراحلی که در آن همه این موارد وجود دارد، مذاکره خواهند کرد. رفتار رابطه میان این گروه‌ها، ارتباطات میان آن‌ها و نیز شیوه‌ای که آن‌ها اتخاذ می‌کنند، بستگی دارد. مفاد آنچه که گروه‌ها بر سر آن مذاکره می‌کنند، دستورالعمل، موضوعات (مواضع و به بیان بهتر منافع) گزینه‌ها، و توافقی که در پایان حاصل خواهد شد، را دربردارد. دیدگاه دیگری از مذاکره چهار عنصر را برمی‌شمارد: استراتژی، فرایند، ابزارها و تاکتیک‌ها. استراتژی در بردارندهٔ اهداف عالی است- نوعاً مانند ارتباط و نتیجه نهائی. فرایندها و ابزارها شامل اقداماتی است که می‌تواند دنبال شود، نقش هائی که هر دو طرف برای ایفای آن آماده شده‌اند و نیز مذاکره با دیگر طرفین. تاکتیک‌ها شامل اظهارنظرهای جزئی تر و روشن‌تر و اقدامات و واکنش‌ها به بیانیه‌ها و اقدامات دیگران است. برخی به این لیست از عناصر، ترغیب و نفوذ را نیز اضافه می‌کنند با این فرض که این دو مورد بخش حیاتی و کلیدی از موفقیت در مذاکرات در دنیای مدرن امروز است و از این رو نباید حذف شود.
رقیب یا دوست؟
دو رهیافت کاملاً متفاوت برای مذاکره مستلزم تاکتیک‌های متفاوتی است در رهیافت توزیعی هر مذاکره‌کننده برای بخش ممکن بزرگتری از پای می‌جنگد بنابراین بجاست اگر گروه‌های دیگر را دشمن تصور کنیم تا دوست و بنابراین موضع سخت و پرشدت تری را اتخاذ کنیم. با این وجود، اگر قرار باشد که برای موفقیت این تشکیلات که بهترین وجه تأمین‌کننده نفع طرفین است، تلاشی صورت گیرد، این رهیافت کمتر بجا و مناسب خواهد بود. این امر به این معنی نیست که به وسیلهٔ هرگونه طرف و پیشنهاد ما باید نفع خودمان را برای هیچ از دست بدهیم و تسلیم شویم. بلکه یک دیدگاه همکاری جویانه غالباً سهم خود را نیز می‌پردازد؛ بنابراین آنچه که بدست می‌آید نه به هزینه دیگران بلکه به هزینهٔ خود اوست.
در مذاکره، استفاده از تاکتیک‌های مناسب می‌تواند تاثیر بسزایی داشته باشد. یکی از تاکتیک‌های مهم، شناخت کامل از موضوع و مخاطبان است. با داشتن اطلاعات کافی در مورد مسئله و افرادی که با آنها در حال مذاکره هستیم، می‌توانیم بهترین راه‌حل‌ها و پیشنهادهای ممکن را ارائه دهیم. همچنین، قدرت بیان و استفاده از منطق در برقراری استدلال‌های قوی اهمیت دارد. تاکتیک‌های مذاکره شامل پرسش‌های با ارزش، گسترش پیشنهادها، استفاده از اطلاعات محرمانه به موقع، و برقراری ارتباط انسانی موثر می‌شوند. همچنین، از تاکتیک‌های مثل ایجاد اتفاقات ناگهانی، شناخت مرزها، و تأثیرگذاری بر روی احساسات نیز می‌توان بهره برد. به طور کلی، استفاده هوشمندانه از این تاکتیک‌ها با توجه به موقعیت و مخاطبان، می‌تواند در موفقیت مذاکرات تأثیرگذار باشد.

### استخدام وکیل مدافع
یک مذاکره‌کننده ماهر به عنوان وکیل مدافع یک طرف در مذاکره ایفای نقش می‌کند. وکیل تلاش می‌کند تا پرمنفعت‌ترین نتیجه ممکن حاصل شود. در این فرایند، مذاکره‌کننده تلاش می‌کند تا کمترین حد نتیجه که طرف (یا طرفین) مقابل خواهان پذیرش آن است تعیین کند، سپس تقاضاها را متعاقب آن تنظیم کند. یک مذاکره موفق در رهیافت وکالت زمانی است که مذاکره‌کننده بدون سوق دادن طرف مقابل برای به بن کشیدن همیشگی مذاکره، قادر به حصول به بهترین نتایج ممکنی باشد که گروه خواهان آن است، مگر آنکه بهترین جایگزین ممکن برای توافق مورد مذاکره (BATNA) قابل قبول باشد.
مذاکره کنندگان حرفه‌ای از بسیاری از تاکتیک‌ها از هیپنوتیزم گرفته تا یک ارائه روش و واضح از تقاضاها یا مجموعه‌ای پیش شرطها، تا رهیافت‌های حیله گرانه تر مانند روش موسوم به «چیدن گیلاس» ممکن است استفاده کند. (توضیح: چیدن گیلاس به روشی اشاره دارد که فرد با داشتن حجم اندکی از اطلاعات تلاش می‌کند تا موضوعی را به اثبات برساند و این اقدام را در حالی انجام می‌دهد که آگاهانه از نکات دیگر مرتبط با آن موضوع صرف نظر و چشم پوشی می‌کند). تاکتیک‌های ارعاب و کالباس هم می‌تواند نقشی را برای حرکت به سوی نتیجهٔ مذاکره ایفا کند. (رهیافت کالباسی به‌طور استعاری این معنی است که نباید انتظار داشت که کل یک کالباس را با هم دریافت کنید بلکه راه بهتر آن است که آن را تکه‌تکه استفاده کنید؛ بنابراین مطابق با این تکنیک در مذاکره باید با روندی تدریجی و گام به گام به پیش رفت).
یک تکنیک مذاکره دیگر آدم خوب/ آدم بد است. این تکنیک زمانی است که یک مذاکره‌کننده با استفاده از خشم و تهدید مانند یک آدم بد عمل می‌کند. دیگر مذاکره کنندگان نیز از طریق فهیم بودن و درک کردن مانند یک آدم خوب رفتار می‌کنند. آدم خوب، آدم بد را به دلیل همه دشواری‌ها و مشکلات سرزنش می‌کند و در عین حال تلاش می‌کند تا به مسالمت و توافقی از رقیب خود دست یابد. یک مذاکره دیگر تکیه دادن و نجوا کردن است. این مذاکره موقعیت مسلط فیزیکی را دربردارد و از این رو طرف مقابل را می‌ترساند.

### شیوه‌های مذاکره
آر. اج شل، پنج نوع شیوه پاسخ به مذاکره را تعریف کرده‌است.[۴] افراد غالباً می‌توانند حالت‌های مختلفی را با شیوه‌های متفاوت بخود بگیرند، این حالت در طول مذاکره استفاده می‌شود و بسته به متن مذاکره و منافع طرف مقابل دارد. بعلاوه شیوه‌ها می‌تواند در طول زمان تغییر کند.
- آماده‌سازی و کمک:افرادی که از حل مسائل گروه‌های دیگر لذت می‌برند و روابط فردیشان را حفظ می‌کنند. کمک کنندگان در مورد حالت‌های عاطفی، زبان حرکات بدن، و همچنین نشانه‌های شفاهی به دیگر گروه‌ها حساس هستند.
- اجتناب:افرادی که دوست ندارند مذاکره کنند و آن را انجام نمی‌دهند مگر اینکه تضمین شده باشد. در زمان مذاکره، اجتناب کنندگان مایل هستند که موقعیت‌های رویارویی را به تعویق انداخته یا از آن طفره بروند، با این وجود اقدام آن‌ها دیپلماتیک و اقدامی از سر نزاکت تلقی می‌شود.
- همکاری جویی:افرادی که از مذاکره‌ای که دربردارنده حل مسائل دشوار به شیوه‌های خلاقانه است لذت می‌برند. همکاری خواهان در استفاده از مذاکرات برای درک دغدغه‌ها و منافع طرف‌های دیگر خوب عمل می‌کنند. با این وجود آن‌ها می‌توانند مسائلی را از طریق تغییر موقعیت‌های ساده در درون موقعیت‌های بسیار پیچیده‌تر ایجاد کنند.
- رقابت:افرادی که از مذاکره لذت می‌برند به این دلیل که فرصتی را برای برد ایجاد می‌کند. مذاکره کنندگان رقابتی کشش بسیار قوی برای همه ابعاد مذاکره و به ویژه جنبه‌های استراتژیک آن دارند. به دلیل اینکه شیوه آن‌ها می‌تواند بر فرایند چانه زنی مسلط باشد، مذاکره کنندگان رقابتی اغلب اهمیت ارتباط را فراموش می‌کنند.
- مصالحه:افرادی که مشتاق به بستن پیمان هستند از طریق انجام آنچه که برای همه طرف‌های مرتبط در مذاکره برابر و منصفانه است. مصالحه جویان می‌توانند زمانی مفید باشند که یک محدوده زمانی برای پایان دادن به مذاکره وجود داشته باشد، با این وجود مصالحه جویان غالباً بدون هیچگونه الزامی به فرایند مذاکره هجوم برده و بسیار سریع دست به ایجاد آشتی می‌زنند.

### گونه‌های مذاکره
سه نوع اصلی مذاکره توسط محققان در پروژهٔ مذاکره هاروارد شناسائی شده‌است. این سه گونه عبارتند از:چانه زنان نرم، چانه زنان سخت و چانه زنان اصولگرا.

### نرم
این افراد مذاکره را به رقابت بسیار نزدیک می‌بینند، بنابراین شیوهٔ ملایمی از چانه زنی را انتخاب می‌کنند. پیشنهادهایی که آن‌ها می‌دهند دربردارنده بهترین منافع آن‌ها نیست، آن‌ها متعهد به تقاضاهای دیگران، اجتناب‌کننده از رویارویی هستند و رابطه خوبی را به همتایان مذاکره‌کننده خود دارند. درک آن‌ها از دیگران دوستی است و هدف آن‌ها توافق است. آن‌ها افراد را از مسائلشان جدا نمی‌کنند، اما در هر دو مورد نرم و ملایم هستند. آن‌ها از مبارزهٔ خواسته‌ها اجتناب می‌کنند و بر توافق پای می‌فشارند و راهکارهایی ارائه کرده و به سادگی به دیگران اعتماد می‌کنند و دیدگاه‌هایشان را تغییر می‌دهند.

#### سخت
این افراد از استراتژی‌های مداوم برای نفوذ استفاده می‌کنند و از اصطلاحاتی مانند «این آخرین پیشنهاد من است» و «آن را بگیر یا رهایش کن» بهره می‌گیرند. آن‌ها تهدید می‌کنند، به دیگران بی‌اعتماد هستند و بر منافع خود پای می‌فشرند و برای مذاکره از ابزار فشار استفاده می‌کنند. آن‌ها دیگران را به مثابه دشمن و رقیب می‌بینند و هدف نهائی‌یشان پیروزی است. بعلاوه، آن‌ها به دنبال یک جواب هستند و بر حصول توافق بر این جواب پای می‌فشرند. آن‌ها آدم‌ها را از اهدافشان جدا نمی‌کنند (مانند نرم) اما آن‌ها در هر دو مورد افراد درگیر و مسائل سخت گیر هستند.

#### اصولگرایان
افرادی که از این طریق چانه زنی می‌کنند به دنبال راهکارهای یکپارچه هستند و این کارا را به وسیلهٔ تعهد تدریجی به مواضع خاص انجام می‌دهند. آن‌ها بر مسائل به جای اهداف، انگیزه‌ها و نیازهای افراد درگیر تمرکز می‌کنند. آن‌ها مردم را از مسائل جدا می‌کنند و منافع را جستجو می‌کنند و از لایه‌های پایینی اجتناب کرده و به نتایجی بر اساس استانداردها (که مستقل از خواست افراد است) می‌رسند. آن‌ها به جای قدرت و فشار و نفع خود یا رویه‌های تصمیم‌سازی داوری، گزینه‌هایشان را بر مبنای شاخص‌های روشن استوار می‌سازند. این شاخص‌ها از استانداردهای اخلاقی، اصول انصاف، استانداردهای حرفه‌ای، سنت و غیره برگرفته شده‌است.
محققینی از پروژهٔ مذاکره هاروارد پیشنهاد می‌کند که مذاکره کنندگان شماری از جایگزین‌ها برای مسائلی که آن‌ها برای حصول بهترین نتایج با آن‌ها روبرو می‌شوند را جستجو کنند، اما این غالباً درست نیست (زمانی که شما ممکن است با بهره‌گیری فردی از تاکتیک‌های چانه زنی سخت یا نرم روبرو شوید).

### مذاکره با نیت بد
زمانی که یک طرف وانمود می‌کند که مذاکره می‌کند، اما به‌طور پنهانی هیچ قصدی برای مصالحه نداشته باشد، آن طرف با نیت و بدی در حال مذاکره است. نیت بد مفهومی است در تئوری مذاکره که به وسیلهٔ آن گروه‌ها وانمود می‌کند که برای رسیدن به حل و فصل اختلاف در حال استدلال کردن هستند اما هیچ قصدی برای انجام این کار ندارند، برای مثال یک حزب سیاسی ممکن است وانمود کند که مذاکره می‌کند اما هیچ قصدی برای مصالحه برای مقاصد سیاسی ندارد.

### مدل نیت بد ذاتی در روابط بین‌الملل و روان‌شناسی سیاسی
نیت بد در علم سیاست و روان‌شناسی سیاسی به استراتژی‌های مذاکره اشاره دارد که در آن هچ قصد واقعی برای حصول توافق یا مدلی از پردازش اطلاعات وجود ندارد. «مدل نیت بد ذاتی» در پردازش اطلاعات یک تئوری در روان‌شناسی سیاسی است که برای اولین بار توسط اول هالستی ارائه شد تا ارتباط میان عقاید جان فاستر دالز و مدل پردازش اطلاعات او را تشریح کند. این یکی از مدل‌ها در خصوص رقابت کنندگان است که به‌طور گسترده‌ای مورد مطالعه قرار گرفته‌است. در این مدل این‌گونه فرض می‌شود که یک دولت به‌طور کینه توزانه‌ای متخاصم و دشمن به‌شمار می‌رود و نشانه‌های متضاد با این استدلال نیز همگی نادیده گرفته شده‌اند. این نشانه‌ها همگی به عنوان یک اقدام تبلیغاتی و نشانه‌ای از ضعف تلقی شده و نادیده گرفته شده‌اند. نمونه‌های آن موضعجان فاستر دالس در خصوص اتحاد شوروی یا موضع حماس در قبال دولت اسرائیل است.

## احساس در مذاکرات
احساسات نقش مهمی را در فرایند مذاکرات ایفا می‌کنند، گرچه تنها در سال‌های اخیر است که نتایج چنین مسئله‌ای مورد مطالعه قرار گرفته‌است. احساسات این ظرفیت را دارند که یک نقش مثبت یا منفی را در روند مذاکره ایفا کنند. در طول مذاکرات، تصمیم در مورد اینکه آیا استراحتی در نظر گرفته شود یا نه بر عهدهٔ شاخص‌ها و عوامل مرتبط با احساس است. احساسات منفی می‌تواند عامل تشدید و حتی رفتار غیر عقلایی شود و می‌تواند باعث شعله‌ور شدن ستیز شود و مذاکره را به بن‌بست بکشاند اما هم چنین می‌تواند ابزاری برای دستیابی به امتیاز باشد. از سوی دیگر احساسات مثبت اغلب می‌تواند دستیابی به یک توافق و کمک به حداکثرسازی نفع مشترک را تسهیل کند، اما می‌تواند هم چنین عاملی ابزاری در حصول یک امتیاز به‌شمار آید. احساسات مثبت و منفی می‌تواند به‌طور استراتژیک بروز داده شود تا بر نتایج تأثیرگذار باشد و می‌تواند نقش متفاوتی را در میان مرزهای فرهنگی برجای گذارد.
به عنوان مثال دیگر، اگر هر دو طرف در مذاکره احساس اعتماد و همکاری را تجربه کنند، این می‌تواند به تسهیل فرآیند مذاکره، ایجاد توافقات مثبت و حتی برقراری روابط بلندمدت منجر شود. بنابراین، درک و مدیریت احساسات در مذاکره می‌تواند به طرفین کمک کند تا به توافقات مطلوب و مفیدی دست یابند و روند مذاکره را بهبود بخشند.

### تأثیرگذاری بر معلول
حالت‌ها و تمایلات بر مراحل مختلف فرایند مذاکره تأثیرگذار است: کدام استراتژی قرار است مورد استفاده قرار گیرد؟ کدام استراتژی واقعاً انتخاب شده‌است، روشی که دیگر گروه‌ها و مقاصد و نیت‌های آنان درک و تحلیل می‌شود، میزان تمایل آن‌ها برای حصول توافق و نتایج نهائی مذاکره. اثربخشی مثبت (PA) و منفی (NA) یک یا چند جنبه از جوانب مذاکره کردن می‌تواند نتایج بسیار متفاوتی به دنبال داشته باشد.

### تأثیرات مثبت در مذاکره
حتی پیش از آنکه مذاکره آغاز شود، کسانی که در حالت خوبی قرار دارند اطمینان بیشتری داشته و تمایل بیشتری به برنامه‌ریزی برای استفاده از استراتژی‌های همکاری جویانه دارند. در طول مذاکره، مذاکره کنندگانی که در حالت خوبی قرار دارند تمایل دارند تا از تعامل لذت بیشتری ببرند و رفتار کمتر ستیزه جویانه‌ای نشان می‌دهند و از تاکتیک‌های تهاجمی کمتر و استراتژی‌های همکاری جویانه نیز استفاده می‌کنند. این امر در عوض احتمال اینکه گروه‌ها به اهداف ابزاری و عقلانی خود دست یابند و توانائی برای یافتن نتایج منسجمتر و یکپارچه‌تر را بیشتر می‌کند. در واقع، در مقایسه با مذاکره کنندگان با اثربخشی خنثی یا منفی، مذاکره کنندگان با اثربخشی مثبت به توافقات بیشتری دست می‌یابند و تمایل بیشتری دارند که آن توافقات را محترم بشمارند. آن دسته از نتایج پرمنفعت تر نیز در نتیجه فرایندهای تصمیم‌سازی بهتر مانند تفکر منعطف، حل خلاقانه مسئله، توجه به خواست‌ها و تمایلات دیگران و ریسک کردن و اعتماد بیشتر بدست می‌آید. تأثیرات مثبت پس از مذاکره نیز نتایج منفعت آمیزی را به همراه دارد. این تأثیرات رضایت از نتایج بدست آمده را افزایش می‌دهد و برخاست و تمایل افراد برای تعاملات آتی تأثیرگذار است. اثربخشی مثبتی که با دستیابی به یک توافق برانگیخته می‌شود، روابط دوتائی را تسهیل می‌کند و همین امر منجر به تعهد مؤثری می‌شود که مراحل بعدی تعاملات را رقم می‌زند. اثربخشی مثبت زیان‌های خاص خودش را نیز دارد: این امر درک از مفهوم عملکرد خود را تحریف می‌کند، به گونه‌ای که عملکرد نسبتاً بهتر از آنچه که واقعاً صورت گرفته ارزیابی و قضاوت می‌شود. از این رو، مطالعات در خصوص خود گزارش دهی در مورد نتایج به دست آمده می‌تواند جانبدارانه بوده یا بیطرفانه نباشد.

### تأثیر منفی در مذاکره
تأثیر منفی پیامدهای زیانبار در مراحل مختلف فرایند مذاکره است. گرچه احساسات منفی مختلف بر نتایج مذاکره تأثیر می‌گذارند، اما بیشترین نتیجه‌ای که تاکنون مورد مطالعه قرار گرفته خشم است. مذاکره کنندگان خشمگین قصد دارند تا از استراتژی‌های رقابتی تر استفاده کنند و کمتر همکاری کنند، حتی پیش از آغاز مذاکره. این استراتژی‌های رقابتی مرتبط با نتایج مشترک کاهش یافته مرتبط است. در طول مذاکرات، خشم از طریق کم کردن میزان اعتماد در فرایند گسست ایجاد می‌کند و قضاوت طرفین مذاکره را تیره و تار می‌سازد و میزان تمرکز و توجه طرفین را محدود ساخته و هدف‌های اساسی آن‌ها را از دستیابی به توافق به تلافی کردن اقدامات طرف دیگر تغییر می‌دهد. مذاکره کنندگان خشمگین توجه کمتری به منافع رقیب خود دارند و کمتر در قضاوت در خصوص منافع آن‌ها دقت می‌کنند و از این رو به منفعت کمتری نیز دست پیدا می‌کنند. بعلاوه، به دلیل اینکه خشم مذاکره کنندگان را در ترجیحات خود خودمحورتر می‌سازد، احتمال اینکه آن‌ها پیشنهادهای پرسود را رد کنند، بیشتر می‌شود. رقبایی که واقعاً خشمگین می‌شوند (یا گریه می‌کنند یا کنترل خود را از دست می‌دهند) احتمال خطای بالاتری دارند: اطمینان حاصل کنید که آن‌ها طرف شما هستند. خشم هم چنین به دستیابی به اهداف مذاکره کمکی نخواهد کرد و احتمال دستیابی به منافع مشترک را نیز اندک می‌سازد و هم چنین به ارتقای منفعت‌های شخصی نیز کمکی نخواهد کرد و در عین حال مذاکره کنندگان خشمگین در اثبات ادعای خود نیز موفقیتی حاصل نخواهند کرد. بعلاوه، احساسات منفی منجر به پذیرش راهکارهائی می‌شود که کارامدی و بهره‌مندی مثبتی ندارد اما در عوض پیامدهای منفی به بار می‌آورد. با این وجود، ابراز احساسات منفی در طول مذاکره گاه می‌تواند مثبت و سودمند هم باشد: یک خشمی که به گونه‌ای قاعده مند طرح می‌شود می‌تواند راه مؤثری برای نشان دادن تعهد و وفاداری و نیاز یک طرف به توافق باشد. بعلاوه، گرچه اثربخشی منفی احتمال دستیابی به منفعت را در امور تعاملی کم می‌کند، اما نسبت به اثربخشی مثبت در امور و مسائل توزیعی مانند صفر و یک، بهتر و مناسب تر است. سیدنر در آثار خود پیرامون انگیختگی منفی و White Noise (صدایی که شامل فرکانس‌های متفاوت با شدت‌های یکسان است)، از طریق مشاهداتی در مورد کم ارزش دانستن گویندگانی از دیگر گروه‌های قومی، نشانه هائی بر وجود یک مکانیسم انگیختگی منفی یافت. مذاکره می‌تواند در عوض از طریق مخفی کردن تخاصمات در خصوص یک گروه قومی یا جنسیتی تأثیر منفی داشته باشد.

### شرایط تأثیرگذاری احساس در مذاکرات
تحقیقات نشان می‌دهد که احساسات مذاکره کنندگان الزاماً بر فرایند مذاکره تأثیرگذار نیست. البراسین و دیگران پیشنهاد کرده‌اند که دو شرط برای تأثیر احساسات وجود دارد که هر دو مرتبط با توانائی (حضور موانع شناختی و محیطی) و انگیزه است.
1. به رسمیت شناختن تأثیر: که مستلزم انگیزهٔ بالا و توانائی بالا یا هر دو است.
2. تصمیم و اراده بر اینکه تأثیر برای قضاوت مرتبط و مهم است: این مسئله مستلزم وجود حد پائینی از انگیزه، توانائی یا هر دو است.

بر طبق این مدل، انتظار می‌رود که احساسات تنها زمانی بر مذاکرات تأثیر بگذارد که یکی بالا و دیگری پایین است. زمانی که هر دوی توانائی‌ها و انگیزه پایین هستند، این تأثیر را نمی‌توان مورد شناسائی قرار داد و زمانی که هر دو بالا هستند گرچه این تأثیر ار می‌تواند شناسائی کرد اما غیرمرتبط با قضاوت به‌شمار می‌رود. یک پیامد احتمالی این مدل آن است که مثلاً تأثیر مثبتی که اثربخشی مثبت بر مذاکرات دارد تنها زمانی دیده شود که یا انگیزه یا توانائی پایین هستند.

### تأثیر احساسات طرفین
اغلب مطالعات روی احساسات در مذاکره بر تأثیر احساسات خود مذاکره کنندگان بر فرایند تأکید دارند. با این وجود، آنچه که گروه‌های دیگر احساس می‌کنند همانقدر که احساسات گروه چه در سطح گروهی و چه در سطح فردی بر فرایندها تأثیرگذار است، نیز می‌تواند مهم و تأثیرگذار باشد. زمانی که بحث از مذاکرات است، اعتماد در گروه‌های دیگر یک شرط مهم برای احساسات و تأثیرگذاری آن است و قابلیت رویت آن تأثیر آن را افزایش می هد. احساسات در فرایندهای مذاکره از طریق ارسال سیگنال‌هایی با این مضامین مشارکت دارد: اینکه یک نفر چه احساسی دارد و چطور فکر می‌کند و از اینرو می‌توان از درگیر شدن گروه دیگر در رفتارهای ویران‌کننده جلوگیری کرد و هم چنین نشان دهد که چه گام هائی در مرحله بعد باید برداشته شود. اثربخشی مثبت نشان می‌دهد که باید همین راه را حفظ کرد در حالیکه اثربخشی منفی نشان می‌دهد که تنظیمات رفتاری یا ذهنی مورد نیاز است. احساسات طرفین می‌تواند دو تأثیر مهم و عمده بر روی احساسات مذاکره کنندگان و رفتار آن‌ها داشته باشد: تقلیدی، دو جانبه و مکمل؛ مثلاً ناامیدی و غم می‌تواند به دلسوزی و ترحم یا همکاری بیشتر بینجامد. در مطالعه‌ای توسط بات و دیگران در سال ۲۰۰۵ که یک مذاکره چند مرحله‌ای واقعی را شبیه‌سازی کرد، اغلب افراد به احساسات طرفشان به شیوه‌ای متقابل واکنش نشان می‌دادند تا به شیوهٔ مکمل. این‌گونه دریافت شده که احساسات خاص تأثیرات متفاوتی را نیز بر روی احساسات رقبا و نیز استراتژی هائی که برگزیده می‌شود دارند:
- خشم باعث می‌شود که رقبا تقاضای کمتری را طرح کنند و مقدار بیشتر تقاضاها را به مذاکرات صفر و یک واگذار کنند، هم چنین مذاکرات را کمتر به نفع خود ارزیابی کنند. خشم موجب تحریک حس رفتاری تسلط آمیز و تسلیم آمیز از سوی رقیب می‌شود.
- غرور منجر به استراتژی‌های تعاملی و مصالحه‌ای توسط طرفین می‌شود

گناه یا پشیمانی: که توسط مذاکره‌کننده ابراز می‌شود منجر به درک بهتری از او توسط رقیب می‌شود، با این وجود این مشخصه رقیب را به طرح مطالبات بالاتری وادار می‌کند. از سوی دیگر، اشتباهات شخصی با رضایت بیشتر از آنچه که بدست می آِید در ارتباط است.
- نگرانی یا ناامیدی تأثیر بدی روی رقیب دارد اما به تقاضاهای کمتری از رقیب می‌انجامد.

### مسائل مربوط به مطالعات مذاکره در آزمایشگاه
مذاکره یک تعامل تقریباً پیچیده‌است. فراگیری همهٔ این پیچیدگی‌ها بسیار امر دشواری است و تفکیک کردن و کنترل آن تنها جنبه هائی از آن است. به این دلیل اغلب مطالعات مذاکره در محیط‌های آزمایشگاهی انجام می‌شود و تنها بر برخی جنبه‌ها تأکید دارد. گرچه مطالعات آزمایشگاهی مزایای خاص خود را دارد اما هنگامی که نوبت به مطالعهٔ احساسات می‌رسد آن‌ها معایب خود را نیز نشان می‌دهند.
- احساسات در مطالعات آزمایشگاهی معمولاً دستکاری شده‌اند و بنابراین نسبتاً سرد است (نه پرشدت). گرچه آن دسته از احساسات سرد می‌تواند برای نشان دادن تأثیرات خود کافی باشد اما آن‌ها به‌طور کیفی متفاوت از مذاکرات داغی هستند که اغلب در طول مذاکرات رخ می‌دهد.
- در زندگی واقعی خود-گزینشی وجود دارد که با آن مذاکره آغاز می‌شود و بر تعهد، انگیزه و منافع احساسی تأثیر می‌گذارد. با این وجود این مسئله در مطالعات آزمایشگاهی صادق نیست.
- مطالعات آزمایشگاهی تمایل به تمرکز بر اندکی از احساسات شناخته شده دارد. اما سناریوهای زندگی واقعی مقیاس وسیع تری از احساسات و عواطف انسانی را نشان می‌دهد.
- کدگذاری این احساسات خود مسئله جداگانه و متفاوتی است: اگر این مسئله توسط یک طرف سومی انجام شود، برخی احساسات ممکن است توسط مذاکره کنندگانی که به دلایل استراتژیک این احساسات را پنهان می‌کنند دیده نشود. اقداماتی مانند خودگزارش دهی بر چنین مواردی اولویت دارد اما آن‌ها معمولاً تنها قبل یا بعد از این فرایند پر شده‌اند و اگر هم در هنگام مذاکره پر شده باشند می‌توانند توسط مذاکره مورد مداخله قرار گرفته باشند.

## مذاکرات تیمی
به دلیل رویکردهای جهانی شدن و رشد تجارت، کاربرد مذاکره در قالب تیم‌ها در حال گسترده‌تر شدن است. تیم‌ها می‌توانند به‌طور مؤثری در تخریب یک مذاکره پیچیده مؤثر و پرنفوذ باشند. دانش و آگاهی و خرد بیشتری در درون یک تیم جریان دارد تا در این ذهن واحد. نوشتن، گوش دادن و صحبت کردن نقش‌های خاص اعضای تیم هستند که باید ایفا شوند. اساس ظرفیت یک تیم میزان اشتباهات را کاهش داده و آشنایی را در مذاکرات افزایش می‌دهد.

## ریشه‌شناسی لغات
واژه مذاکره از ترکیب لاتین "Negotium" و فرم سوم Negotiare که به معنی"انجام تجارت" است ریشه گرفته شده‌است. Negotium به‌طور تحت‌اللفظی به معنای "عدم تفریح یا فراغت" است.

## موانع مذاکره
- فوت مذاکره کنندگان سخت
- عدم وجود اعتماد
- خلاءهای اطلاعاتی و بحران‌های مذاکره کنندگان
- موانع ساختاری
- خرابکاران
- تفاوت‌های فرهنگی و جنسیتی
- مشکلات و مسائل ارتباطی
- قدرت گفتگو

## تاکتیک‌های مذاکره
تاکتیک‌ها همواره بخش مهمی از فرایند مذاکره هستند. اما تاکتیک‌ها غالباً بالا و پایین نمی‌پرند که "من اینجا هستند و به من نگاه کنید". "در صورتی‌که آن‌ها انجام شوند، طرف دیگر باید مسئله درست را از طریق آن‌ها بفهمد و آن‌ها مؤثر نخواهند بود. آن‌ها معمولاً دقیق بوده و شناخت آن‌ها دشوار است و برای مقاصد چندگانه مورد استفاده قرار می‌گیرند. تاکتیک‌ها غالباً در مذاکرات توزیعی مورد استفاده قرار می‌گیرند و زمانی که بر روی آن‌ها تمرکز وجود دارد بیشترین ارزش ممکن را از روی میز به خود اختصاص می‌دهند.
تاکتیک‌های مذاکره مختلفی وجود دارد که برخی از رایج‌ترین آن‌ها در زیر آمده‌است:

### به مزایده و حراج گذاردن
فرایند به مناقصه یا مزایده گذاشتن که برای ایجاد رقابت طرح شده‌است. زمانی که گروه‌های چندگانه چیز واحدی را می‌خواهند، آن‌ها را در مقابل هم در یک زمین مبارزه قرار می‌دهند. زمانی که مردم می‌دانند که آن‌ها ممکن است چیزی را از دست بدهند، آن را حتی بیشتر می‌خواهند. نه تنها آن‌ها چیزی را می‌خواهند که به مناقصه گذاشته شده بلکه آن‌ها مصر هستند که فقط برنده بازی باشند. استفاده از مزایای طبیعت رقابتی فرد می‌تواند قیمت آن چیز را بالاتر ببرد.

### سیاست خطرپذیری (یا بازی با آتش)
یک طرف به گونه تهاجمی به دنبال دسته‌ای از واژه هاست که طرف دیگر باید یا با آن موافقت کند یا از کنار آن بگذرد. سیاست خطرپذیری گونه‌ای از رویکرد «مهره سخت» است که چانه زنی است که یک طرف، طرف دیگر را به لبه و حاشیهٔ ای می‌کشاند که آن طرف مایل است خود را برای آن آماده کند. شکل موفق این سیاست طرف دیگر را متقاعد می‌کند که آن‌ها هیچ گزینهٔ دیگری ندارند مگر آنکه آن پیشنهاد را بپذیرند و هیچ جایگزین قابل پذیرش دیگری نیز برای این توافق طرح شده وجود ندارد.

### شیطان
مذاکره کنندگان از تاکتیک شیطانی استفاده می‌کنند تا وانمود کنند که یک موضوع دارای ارزش اندک و ناچیز برای یک طرف، برای آن‌ها بسیار حائز اهمیت است. سپس بعدها در مذاکره، این موضوع می‌تواند برای یک امتیاز بزرگتر که دارای اهمیت واقعی است مورد معامله قرار گیرد.

### جوجه
مذاکره کنندگان اقدامات پرشدتی را پیشنهاد می‌کنند که اغلب حیله‌ای است که طرف دیگر را به مجبور به ترک صحنه (میدان رقابت) می‌کند و به آن‌ها آنچه را که می‌خواهند می‌دهد. این تاکتیک می‌تواند خطرزا باشد زمانی که گروه‌ها خواهان پس گرفتن ادعاهای خود و انجام یک اقدام پرشدن نیستند.

### دفاع در عمق
چندین لایه از اختیار تصمیم‌گیری برای اجازه دادن به اعطای امتیازات بیشتر مورد استفاده قرار گرفته اما هر بار این توافق دستخوش اختیار لایه‌های متفاوتی قرار می‌گیرد. به عبارت دیگر هربار که این پیشنهاد به تصمیم گیرندگان می‌رسد، آن تصمیم گیرنده درخواست می‌کند که امتیازات بیشتری به منظور نزدیک شدن به یک تفاهم و توافق اعطا شود.

### مهلت‌ها
به طرف دیگر اولتیماتوم دادن و اجبار آن‌ها به اخذ یک تصمیم. این روش از زمان برای اعمال فشار بر گروه دیگر استفاده می‌کند. مهلت‌های داده شده می‌تواند واقعی یا تصنعی باشد.

### دریغ و مضایقه کردن
دریغ کردن یک واکنش فیزیکی منفی قوی برای یک پیشنهاد به‌شمار می‌رود. مثال رایج این موضوع نفس نفس زدن یا بیان واضح شوکه شدن یا متعجب شدن است. دریغ کردن می‌تواند عمداً یا غیرعمد صورت گیرد. این اقدام به طرف مقابل نشان می‌دهد که شما فکر می‌کنید که این پیشنهاد یا طرح امیدی پوچ به این مسئله است که طرف دیگر از تقاضاها و مطالباتش خواهد کاست.

### دوگانه آدم خوب/ آدم بد
این رویکرد نوعاً در مذاکرات تیم هائی مورد استفاده قرار می‌گیرد که یکی از اعضای تیم یک خواسته نامعقول و شدیدی را مطرح کرده و دیگر اعضای گروه رویکرد معقول تری را در این زمینه در پیش می‌گیرند. این تاکتیک به نام بازجویی پلیسی که در رسانه‌ها نمایش داده می‌شود، نامگذاری شده‌است. یک آدم خوب معقول تر و منطقی تر و با درک بالاتری ظاهر می‌شود و از این روکار با او راحت‌تر است. در اصل، این تکنیک از قانون نسبیت استفاده می‌کند تا همکاری را جلب کند. آدم خوب بسیار قابل توافق تر از آدم بد به‌شمار می‌آید. تشخیص این تاکتیک به دلیل استفادهٔ متداول از آن بسیار ساده است.

### پیشنهاد بالا/ پیشنهاد پایین
بسته به خرید یا فروش، خریداران یا فروشندگان از یک پیشنهاد مضحک بسیار پایین یا بسیار بالا برای شروع کردن استفاده می‌کنند، این رقم در واقع هیچ‌گاه مورد توافق قرار نمی‌گیرد. تئوری این است که پیشنهاد شدید باعث خواهد شد که طرف مقابل به ارزیابی مجدد پیشنهاد آغازین خود دست بزند و به نقطه مقاومت نزدیک شود (همچنانکه شما مایل هستید که به سمت دستیابی به یک توافق حرکت کنید).[۳۵] مزیت دیگر آن است که فردی که تقاضای بالائی را مطرح می‌کند، در اعطای امتیاز برای یک نتیجهٔ معقول تر منعطف تر عمل می‌کند.

### Nibble (علاقه نشان دادن در یک فرصت تجاری)
این مفهوم به معنای درخواست یک امتیاز اندک است که قبلاً و درست پیش از بستن قرارداد مورد بحث قرار نگرفته‌است. این روش این مزیت را دارد که یک گروه می‌تواند با این خواست که «تنها یک چیز دیگر» به قرارداد اضافه شود، آن را مطرح کند.

### Snow Job
مذاکره کنندگان گروه دیگر را با میزان زیادی از اطلاعاتی که او را سردرگم می‌کند که کدام یک مهم است و کدام یک انحرافی است، خسته می‌کنند. مذاکره کنندگان همچنین ممکن است از زبان تکنیکی یا مبهم و دست و پا شکسته برای پوشاندن و پنهان کردن یک پاسخ ساده به یک سؤالی که توسط یک فرد غیرمتخصص مطرح می‌شود استفاده کنند.

## گفتگوهای غیرشفاهی در مذاکرات
گفتگو و ارتباط عنصر اصلی مذاکره است. مذاکره مؤثر مستلزم آن است که مشارکت کنندگان به‌طور مؤثری اطلاعات را بیان و تفسیر کنند. مشارکت کنندگان در یک مذاکره اطلاعات را نه تنها به‌طور شفاهی که به صورت غیر شفاهی و از طریق زبان اعضای بدن و حالاتی که به خود می‌گیرند نیز منتقل می‌کنند. با درک اینکه چطور ارتباطات غیرشفاهی کار می‌کند، یک مذاکره‌کننده بهتر است که به تفسیر اطلاعاتی که دیگر مشارکت کنندگان به طریق غیر شفاهی در حال انتقال آن هستند بپردازد، در حالی که آن دسته از چیزهائی را که مانع از توانائی او برای مذاکره می‌شوند را به صورت یک راز نگه می‌دارد.

## مثال‌های از ارتباطات غیر شفاهی در مذاکره
ارائهٔ غیرشفاهی: در یک مذاکره، ابتدا یک فرد می‌تواند منفعتی را از طریق بیان شفاهی موقعیت خود بدست آورد. از طریق ارائه موضع شما، شما موضعی را از از آن جا مذاکره آغاز می‌شود بیان می‌کنید. در این روند مشابه، شما می‌توانید بیان کنید و به طریق غیر شفاهی (از طریق زبان حرکات بدن) می‌توانید سود ببرید.
- فاصله شخصی: فردی که در ابتدای میز می‌نشیند سمبل ظاهری قدرت است. مذاکره کنندگان می‌توانند این نفع استراتژیک را با قرار دادن متحدان خود در اتاقی که آن فرد را احاطه کرده، نپذیرند.
- اولین تأثیر: مذاکره را با حالت‌ها و اشتیاق مثبت آغاز کنید. به چشمان افراد با نوعی صمیمیت و صداق نگاه کنید. اگر نمی‌توانید این ارتباط چشمی را حفظ کنید، فرد دیگر ممکن است فکر کند که شما دارید چیزی را از آن‌ها مخفی می‌کنید یا صداقت ندارید. با طرف دیگر محکم دست بدهید.

خواندن گفتگوهای غیر شفاهی
توانا بودن در خواند گفتگوهای غیرشفاهی فرد دیگر می‌تواند به میزان مهمی در فرایند گفتگو و ارتباط تأثیرگذار باشد. با مطلع بودن از ناهماهنگی‌های میان ارتباطات غیرکلامی و غیر شفاهی و شفاهی و کلامی افراد و آشتی دادن آنها، مذاکره کنندگان قادر خواهند بود که به نتایج بهتری دست یابند. مثال هائی از این ناسازگاری‌ها در زبان حرکات بدن عبارتست از:
- خنده‌های عصبی": خنده‌ای که با وضعیت تناسبی ندارد. این خنده می‌تواند نشانه‌ای از عصبی بودن و راحت نبودن داشته باشد. زمانی که چنین خنده‌ای رخ می‌دهد، خوب است که بررسی کنید که احساس واقعی آن فرد چیست.
- کلماتی مثبت اما زبان منفی حرکات بدن: یعنی اگر کسی از همتای مذاکره خود بپرسد که آیا آن‌ها دل‌آزرده شده‌اند و آن فرد مشت خود را بکوبد و به سرع جواب دهد "چه چیز باعث شد که فکر کنید که چیزی دارد مرا آزار می‌دهد"
- اگر دستان در وضعیت گره کرده‌ای بالا باشد: فرد در حال بلند کردن دست خود در این حالت نشانه‌های ناامیدی را آشکار می‌کند حتی زمانی که وی دارد می‌خندد. این وضعیت نشانه آن است که آن فرد یک دیدگاه منفی دارد.
- اگر ممکن است، برای همتایان مذاکره‌کننده مفید است که زمانی را با هم در یک فضای راحت بیرون از اتاق مذاکر بگذرانند. دانستن اینکه هر طرف چطور در بیرون از اتاق مذاکره به‌طور غیرشفاهی و از طریق زبان بدن گفتگو می‌کند کمک خواهد کرد که ناهماهنگی‌ها میان ارتباط کلامی و غیرکلامی در مذاکرات روشن شود.

انتقال قدرت پذیرش: حالت‌های اعضای بدن شرکای مذاکره در ارتباط با یکدیگر بر اینکه هریک در مقابل ایده‌ها و پیام‌های افراد دیگر چقدر قابل پذیرش هستند، تأثیر می‌گذارد.
- صورت و چشم: لبخند مذاکره کنندگان پذیرنده میزان بسیاری ارتباط چشمی ایجاد خواهد کرد. این امر نشان می‌دهد که منافع بیشتری در افراد بیش از آنکه به زبان می‌آورند وجود دارد. از سوی دیگر مذاکره کنندگان پذیرنده با کسی که ارتباط چشمی برقرار نکند ارتباط اندکی برقرار می‌کنند. چشمان آن‌ها ممکن است دوبینی داشته باشد و ماهیچه‌های فک آن‌ها گره خورده باشد و سر آن‌ها اندکی دور از گوینده باشد.
- بازوها و دستان: برای نشان دادن قابلیت پذیرش مذاکره کنندگان باید بازوهای خود را گشوده کرده و دستان خود را روی میز گذارده و لب‌هایشان فرم راحتی داشته باشد. مذاکره کنندگان قابلیت پذیرش اندکی نشان می‌دهند زمانی که دستان آن‌ها ضربدری و گره کرده و در جلوی دهانشان یا در پشت گردنشان قرار دارد.
- پاها: مذاکره کنندگان با قابلیت پذیرش با پاهای روی هم می‌نشینند یا یک پا اندکی در جلوی پای دیگر قرار دارد. زمانی که ایستاده‌اند، آن‌ها وزن خود را به‌طور مساوی تقسیم کرده و دستان خود را بروی مفصل ران خود قرار می‌دهند در خالی که بدن خود را به سوی گوینده منحرف کرده‌اند. مذاکره کنندگان غیرقابل پذیرش در حالی که پاهایشان را عرضی و دور از گوینده قرار می‌داده‌اند می‌ایستند.
- نیم تنه بالا: مذاکره کنندگان با قابلیت پذیرش بر روی لبه صندلی می‌نشینند، و دکمه‌های کت خود را با نبسته و بدن خود را به سمت گوینده کج می‌کنند. مذاکره کنندگان غیرقابل پذیرش به عقب صندلی خود تکیه زده و دکمه‌های کت خود را نیز بسته‌اند.

مذاکره کنندگان با قابلیت پذیرش مایل هستند که راحت، با دستانی باز و در حالی که کف دستشان پیداست بنظر برسند.